# یورگ آلبرتز
یورگ آلبرتز (انگلیسی: Jörg Albertz؛ زادهٔ ۲۹ ژانویهٔ ۱۹۷۱) بازیکن فوتبال اهل آلمان است.
از باشگاه‌هایی که در آن بازی کرده‌است می‌توان به باشگاه فوتبال گروتر فورث، باشگاه فوتبال هامبورگ، باشگاه فوتبال رنجرز، باشگاه فوتبال فورتونا دوسلدورف، باشگاه فوتبال شانگهای گرینلند شنهوآ، و باشگاه فوتبال بروسیا مونشن‌گلادباخ اشاره کرد.
وی همچنین در تیم ملی فوتبال آلمان بازی کرده‌است.